# Skellington
Skellington est une entreprise américaine, productrice de films de cinéma.
Elle a notamment produit L'Étrange Noël de monsieur Jack (1993) et James et la Pêche géante (1996).